# برج بورقيبة (قرية)
برج بورقيبة قرية حدودية تابعة لمعتمدية رمادة من ولاية تطاوين بالجنوب التونسي. كانت في عهد الاستعمار الفرنسي تسمى برج لوبوف نسبة إلى أحد ضباط الاحتلال. وقد نفي في البرج الواقع الحبيب بورقيبة بين 3 أكتوبر 1934 و 25 أفريل 1936 ولذلك حمل بعد الاستقلال اسمه الحالي.